# 克利夫顿·韦伯
韦伯·帕米利·霍伦贝克（Webb Parmelee Hollenbeck 1889年11月19日—1966年10月13日），艺名克利夫顿·韦伯（Clifton Webb），是一名美国演员、歌手、舞蹈家，主要作品为《罗娜秘记》、《刀锋》、《妙人管家》，每部都曾为他赢得一项奥斯卡提名。他在好莱坞星光大道上拥有一星。

## 生平
他出生于美国印第安纳州印第安纳波利斯，是家中独子，但父母在1891年便离婚，他和母亲移居纽约市。他19岁时以在舞厅表演舞蹈为生，后在百老汇出道成为演员，直到50多岁时才被奥托·普雷明格选中出演电影《罗娜秘记》，进入电影界。